# Fordteatern
Fordteatern (engelska: Ford's Theatre) är en teater i Washington, D.C. där USA:s president Abraham Lincoln mördades 1865. 

## Bakgrund
Byggnaden var ursprungligen från 1833 en baptistkyrka men gjordes om till en teater 1861, då församlingen lämnat över lokalen. 1862 drabbades byggnaden av en brand men öppnades på nytt påföljande år.
Det var på Fordteatern som president Abraham Lincoln blev utsatt för ett attentat på långfredagen den 14 april 1865, då han satt i "statslogen" och tittade på pjäsen Our American Cousin; han avled påföljande dag. Dådet utfördes av den välkände skådespelaren John Wilkes Booth. Booth, som stödde sydstaternas konfederation hoppade in i logen, sköt Lincoln i huvudet, och hoppade sedan tillbaka ner på scenen, varpå han bröt benet, medan han utropade Sic semper tyrannis ("död åt tyranner" på latin). Booth lyckades fly, men greps kort därefter.
Teatern övertogs sedan av USA:s armé och inhyste bland annat krigsdepartementets handlingar. Byggnaden blev sedan Arméhistoriska museet åren 1866-1887. Det blev därefter kontor för krigsdepartementet. 1893 kollapsade taket, varpå 22 tjänstemän omkom och 68 skadades; det uppstod då rykten att det vilade en förbannelse över lokalen. Sedan 1970 är det återigen en teater, och byggnaden i sig är ett nationellt minnesmärke.